# Kernův dům
Kernův dům (slovensky Kernov dom) je historická budova na Starém Městě v Bratislavě. Je to rohový dům, který se nachází na Hviezdoslavově náměstí 26 a na Rybné bráně 8.

## Dějiny
Původně bylo toto místo součástí městských hradeb, později sloužil jako měšťanský dům. Nejprve zde stál dvoupodlažní dům z 13. století, který byl součástí hradeb města, ale ve století osmnáctém byl při bourání hradeb stržen. Na jeho místě byl postaven v roce 1845 nový čtyřpodlažní dům ve stylu měšťanského empíru. Jeho stavitelem byl Ignác Feigler starší. Od tohoto času je známý pod názvem Kernův dům.
V letech 2003 až 2005 byl kompletně zrekonstruován.